# Uitgeverij L
Uitgeverij L is een Nederlandse uitgeverij van stripverhalen.

## Geschiedenis
Onder de naam Uitgeverij L bracht Luitingh-Sijthoff tussen 2005 en 2016 stripalbums uit van onder meer Martin Lodewijk, Eric Heuvel en Christophe Arleston. Met name van die laatste verschenen diverse reeksen waaronder Lanfeust van Troy, Trollen van Troy en Ythaq.
In juli 2016 werd L onderdeel van uitgeverij Don Lawrence Collection. Het fonds veranderde niet qua uiterlijk en naam en het was de bedoeling om alle lopende reeksen voort te zetten en te herdrukken. Uitgeverij L bleef als imprint bestaan. In september 2017 wijzigde de naam van uitgeverij Don Lawrence Collection naar Uitgeverij L.

## Reeksen (selectie)
- Agent 327
- Aya uit Yopougon
- Ayako
- Boeddha
- De boeken van de Zieners
- Cixi van Troy
- Cutting Edge
- Dating for geeks
- Donjon
- Douwe Dabbert
- Driftwereld
- Ekhö
- Élixers
- Floris van Dondermonde

- Havank
- January Jones
- Lanfeust
- Moréa
- Piet & Riet van de Buis
- Sinbad
- Snippers
- Storm
- Suus & Sas
- Trollen van Troy
- Ward
- Willems Wereld
- De wouden van Opaal
- Ythaq